# Isaiah Wilkins
Isaiah Langston Wilkins (ur. 23 września 1995 w Lilburn) – amerykański koszykarz występujący na pozycji niskiego skrzydłowego.
W 2014 został wybrany najlepszym zawodnikiem szkół średnich stanu Georgia (Georgia Gatorade Player of the Year).
W 2018 rozegrał jedno spotkanie przedsezonowe w barwach Charlotte Hornets.
17 sierpnia 2019 został zawodnikiem Polpharmy Starogard Gdański.
Jego ojczymem jest członek Koszykarskiej Galerii Sław, Dominique Wilkins.

## Osiągnięcia
Stan na 14 lipca 2020, na podstawie, o ile nie zaznaczono inaczej.
NCAA
- Uczestnik rozgrywek:
  - Elite 8 turnieju NCAA (2016)
  - II rundy turnieju NCAA (2015–2017)
  - turnieju NCAA (2015–2018)
- Mistrz:
  - turnieju konferencji Atlantic Coast (ACC – 2018)
  - sezonu regularnego ACC (2015, 2018)
- Most Outstanding Player (MOP=MVP) turnieju NIT Season Tip-Off (2018)
- Obrońca roku ACC (2018)[4]
- Zaliczony do I składu:
  - defensywnego ACC (2017, 2018)
  - turnieju NIT Season Tip-Off (2018)
  - ACC Academic Honor Roll (2015)